# Jaime Zárate Valer
Jaime Zárate Valer (Concepción, 13 de abril de 1954 - Chía, 14 de febrero de 2007) fue un artista y escritor colombiano. Inició su actividad pictórica al lado del pintor santandereano Segundo Agelvis, frecuenta los talleres de artistas de la talla de Oscar Rodríguez Naranjo y Humberto Delgado.

## Trayectoria
- En 1972 viaja a España. Estudia las obras de Velázquez y el Greco. Copia de Joaquín Sorolla "Aún dicen que el pescado es caro". Pasa a Francia y estudia a Courbet y hace sus primeras aproximaciones al impresionismo, estudiando con insistencia a Monet y Pissarro.
- En 1975 expone en Bucaramanga en la casa de Luis Perú de Lacroix parte de su producción europea, copias de Velázquez, Goya y Sorolla y algunos paisajes colombianos realizados a su regreso.
- En 1976 viaja a Bogotá y se interesa en los pintores colombianos de principios de siglo. Estudia a Moreno Otero, a Ricardo Borrero Álvarez y a Alfonso González Camargo. Copia en el Museo Nacional de Colombia "Ranchos" de Ricardo Borrero Álvarez, "La puerta de Santa Ana" de Luis de Llanos, "El Boquerón del Río San Francisco" de Eugenio Peña, etc. Escribe con frecuencia artículos sobre la historia de la pintura colombiana de aquel periodo y realiza al respecto una investigación en la Biblioteca Nacional. Participa en la exposición de Pequeños Formatos de la Galería La Rebeca con algunos temas santandereanos.
- En 1978 expone en Caracas en la Galería Cristóbal Rojas 15 paisajes y algunos bodegones. Conoce la obra de Arturo Michelena de quien copia en el Museo de Bellas Artes en Caracas "Escena de Circo", también pinta de Tito Salas "La San Genaro".
- En 1980 expone en Douglas (Arizona), 4 paisajes colombianos, recibiendo comentarios elogiosos sobre el colorido y su interpretación personalísima del impresionismo.
- En 1985 realiza una muestra en la Galería Doroteo 35 lienzos, entre los que sobresale "La Dehesa Abandonada", "Chubasco Sabanero", "El Estanque".
- 1986: Exposición en el Club de Ejecutivos. Algunas obras como "Atardecer en la Sabana", "Leñadoras", "El Guayacán Amarillo", "Lluvia en el Río de Oro".
- 1987: Exposición en el Club Medellín. Expone entre otras telas "El Gallineral", "Erosiones en Girón", "Paisaje del Valle del Cauca" y "Homenaje a Ricardo Gómez Campuzano".
- 1988: Exposición Conjunta en el Museo de Antioquia de Medellín, al lado de su gran amigo Segundo Agelvis. Lamentablemente esta sería la última muestra de este gran pintor bumangués quien fallece en noviembre de 1988 a la edad de 83 años.
- 1989: Expone en Caracas en la Galería Arturo Michelena la serie "Homenaje a los pintores Venezolanos", Homenaje a Tito Salas "Fiesta Campesina".Homenaje a Arturo Michelena "La niña del Perrito", Homenaje a Santiago Poletto "Niño con Burrito", etc.
- 1992: Participa en la subasta de Cariño (Corporación de amor al niño) en Medellín con 10 obras de mediano formato. Sobresalen "El Jarrón Azul", "Crisantemos", "Mercado de Sonsón", etc. En octubre presenta en la Cámara de Comercio de Medellín 15 obras de pequeño formato entre paisajes y naturalezas muertas. Expone "Caballo en la tormenta", en la exposición privada de los corredores Adolfo Naranjo y Pilar Velilla. En noviembre participa en la subasta pro-Antioquia con el tríptico "Figuras en el Bosque". El mismo año muestra en San Juan, Puerto Rico 20 paisajes colombianos, entre los que cabe mencionar "El Leñador", "Entrada a Lebrija", "Paisaje de la Concepción", "Arrieros", etc.
- 1994: Expone en el Museo "El Castillo de Medellín". Se destacan entre otros "Bodegón con Pensamientos", "Rosa y Canasto", "Río Cauca", etc.
- 1996: Exposición en la Alianza Colombo Francesa de Manizales. Muestra "Río Magdalena", "Atardecer en la Sabana", "Homenaje a Renoir", entre otras. 1996-Exposición en el Club Rialto de Pereira. Exhibe 20 obras entre las que pueden citarse "Lluvia en el Parque nacional", "Leñadoras", "Lluvia en El Socorro", "Río Claro", "Callejuela en Girón", "Atardecer en San Gil", etc.
- 1997: Exposición en La Mansión del Fraile, al lado de los maestros fallecidos Segundo Agelvis, Domingo Moreno Otero, Humberto Delgado, y del único exponente vivo de los académicos colombianos; Oscar Rodríguez Naranjo.

Finalizado el año participa en la muestra privada de Adolfo Naranjo en la Cámara de Comercio de Medellín con seis obras entre las que pueden citarse "Nocturno", "Después del Aguacero", "Horno en la Virginia", etc.
- 1998: Exposición en el Gimnasio Moderno de Bogotá. Se exhibieron paisajes, bodegones y escenas costumbristas, entre las que sobresalen "Procesión de Semana Santa", "Bogotá Antigua", "Arrieros", etc.
- 1999: ART NADER GALLERY, Santo Domingo. Exposición colectiva de Arte Colombiano. Presenta "Bañistas", "Mercado" y "Procesión". Caracas, Galería Arturo Michelena. Agosto 29. Muestra entre otras obras "La Violencia", "Gitanillos", "Mercado de la Sabana", "Bailarines".
- 2000: Isidora Wilkes, Miami. "Naturaleza muerta", "Jarrón con Crisantemos", "Rosa" y "Flores y Libros".
- 2004: Participa en la exposición de Cariño (Corporación de Amor al niño) con los cuadros "La lectora" y "Baile Flamenco".
- 2005: Exhibe en España en homenaje a la exposición del Maestro Pepe Puente, cinco obras de toros con el cual obtiene un galardón, con el cuadro Los Victorinos.
- 2006: Expone en México veinticinco obras sobre retrato entre los que se destacan los cuatro realizados del Presidente Álvaro Uribe Vélez.
- 2007: Se encontraba vinculado con diferentes publicaciones especializadas y con las secciones culturales de importantes periódicos del país. La última publicación suya fue el 2 de febrero del 2007, una crítica sobre la obra de Zambrano Molina. También estaba trabajando en la próxima edición de la revista ARTE PARA FANÁTICOS que publicará el cuarto ejemplar. En España estaba vinculado a la Fundación Joaquín Sorolla. Jaime Zárate fue autor de varios libros. Aparte de ser pintor y escritor era ensayista, e historiador del arte, colaborador de La Patria, Vanguardia Liberal, y La Tarde en Pereira.

## Últimos días
Además de trabajar con los periódicos mencionados estaba investigando sobre las biografías de muchos pintores fallecidos, que pensaba sacar a la luz, y así tratar de que no quedaran en el olvido.
Jaime Zárate Valer deja valiosas obras pictóricas. Sus exequias se celebraron el día 15 de febrero a las 4:00 p. m. en Chía (Cundinamarca) en una ceremonia sobria y sencilla como fue su vida, aseguró su esposa, quien concluyó: "El maestro escribía claro y directo, no le gustaba adornar sus escritos porque él escribía para enseñar sin ánimo de confundir, para educar, a quienes desconocían sobre el arte y lo que él escribía".
El 15 de noviembre de 2007  se realizó en la Casa de la Cultura del Municipio de Chía un homenaje sobre el maestro en la que participaron aparte de su familia, sus amigos más cercanos y periodistas muy reconocidos como el Dr. Enrique Santos, del periódico El Tiempo.
- Datos: Q5925435
- Multimedia: Jaime Zárate Valer / Q5925435